# 풍선장어아목
풍선장어아목(Saccopharyngoidei)은 뱀장어목에 속하는 조기어류 아목의 하나이다. 흔하지 않으며, 특히 뱀장어와 비슷하지만, 실제로는 다른 점이 많다. 이 목에 속한 어류의 대부분은 심해에 살기 때문에 펠리칸장어와 같은 아주 적은 수의 표본만이 알려져 있다. 심해하기도 뱀장어아목의 일부 종은 또한 생물발광을 한다. 일부 종은 빛이 없는 무광층 바다, 3,000m의 심해에서도 살 수 있다. 이전에는 별도의 풍선장어목(Saccopharyngiformes)으로 분류하기도 했다.

## 분류
풍선장어아목은 4개 과로 이루어져 있다.:
- 케마과 (Cyematidae)
- 펠리칸장어과 (Eurypharyngidae)
- 모노그나투스과 (Monognathidae)
- 자루장어과 (Saccopharyngidae)